# 直通ブレーキ
直通ブレーキ（ちょくつうブレーキ）とは、電車の空気ブレーキの方式のひとつ。1868年にジョージ・ウェスティングハウスによって発明された。純粋に空気圧制御で動作するものとしては、大別して、単行運転用の直通空気ブレーキ (SM) と連結運転用の非常弁付き直通空気ブレーキ (SME) の2種に分かれる。

## 概要

### SM

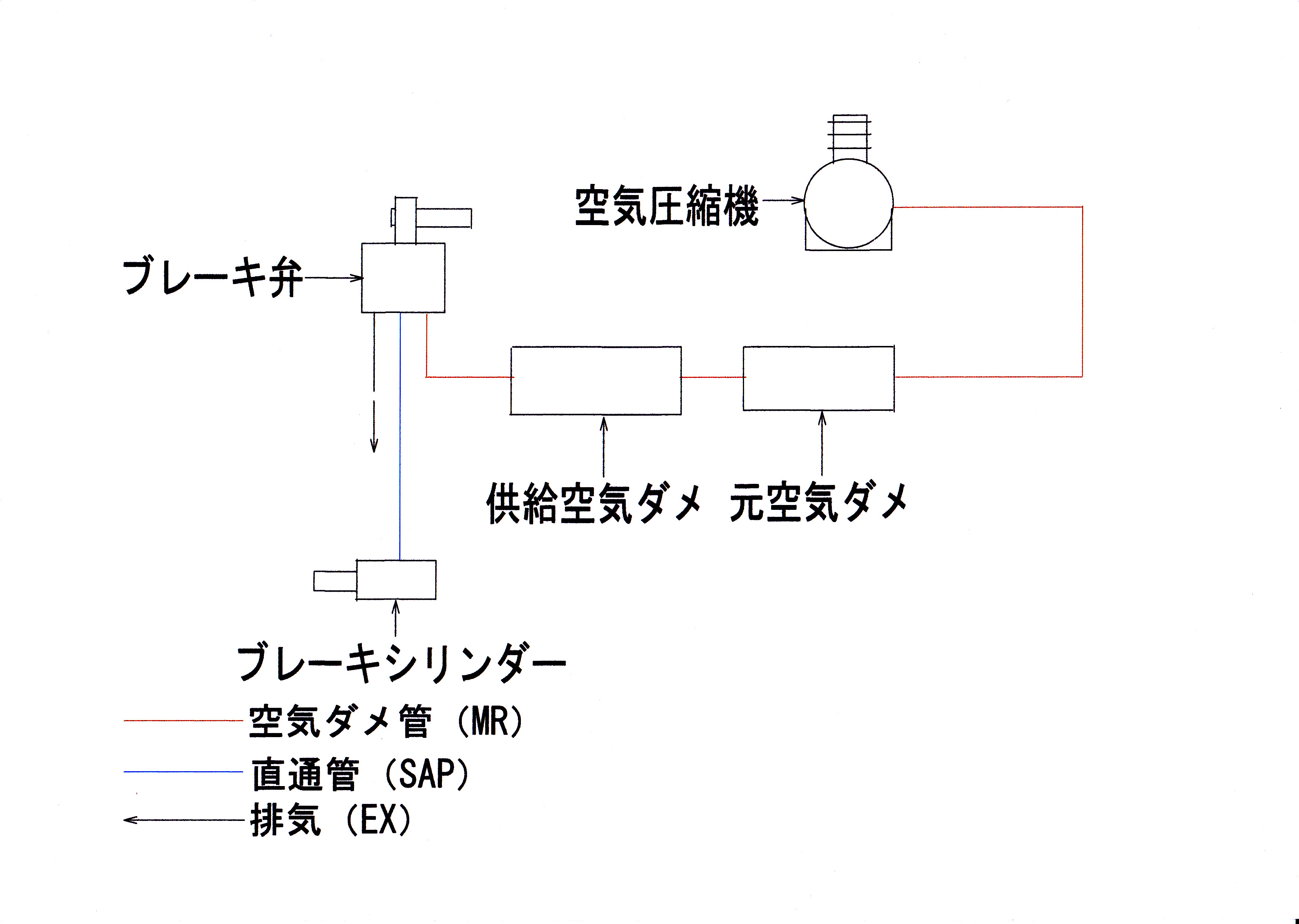
SMブレーキのモデル図

供給溜め (Supply Reservoir: SR) と呼ばれる加圧された空気タンクから、運転台まで導かれた空気溜め管と呼ばれる空気管を通して空気圧を供給し、通常これを締め切っている制動弁（ブレーキハンドル）を操作して開閉することで、直通管 (Straight Air Pipe: SAP) と呼ばれるブレーキシリンダー直結の空気管に加圧し、これにより所要の制動力を得る、非常に単純なブレーキシステムである。ウェスティングハウスの付けた形式名はSM（Straight air brake / Motor car: 電車用直通空気ブレーキ）で、日本ではその改良型であるSM3形が単行運転される車両に幅広く普及し、路面電車においては現在もなお営業運転で多数が使用され続けている。
ただし、このシステムは構造が簡単で、それゆえ通常時は動作が迅速かつ確実だが、空気管が破損し空気が抜けた場合に制動がかからなくなる危険があるため、保安上、連結運転には使用できないという欠点がある。

### SME

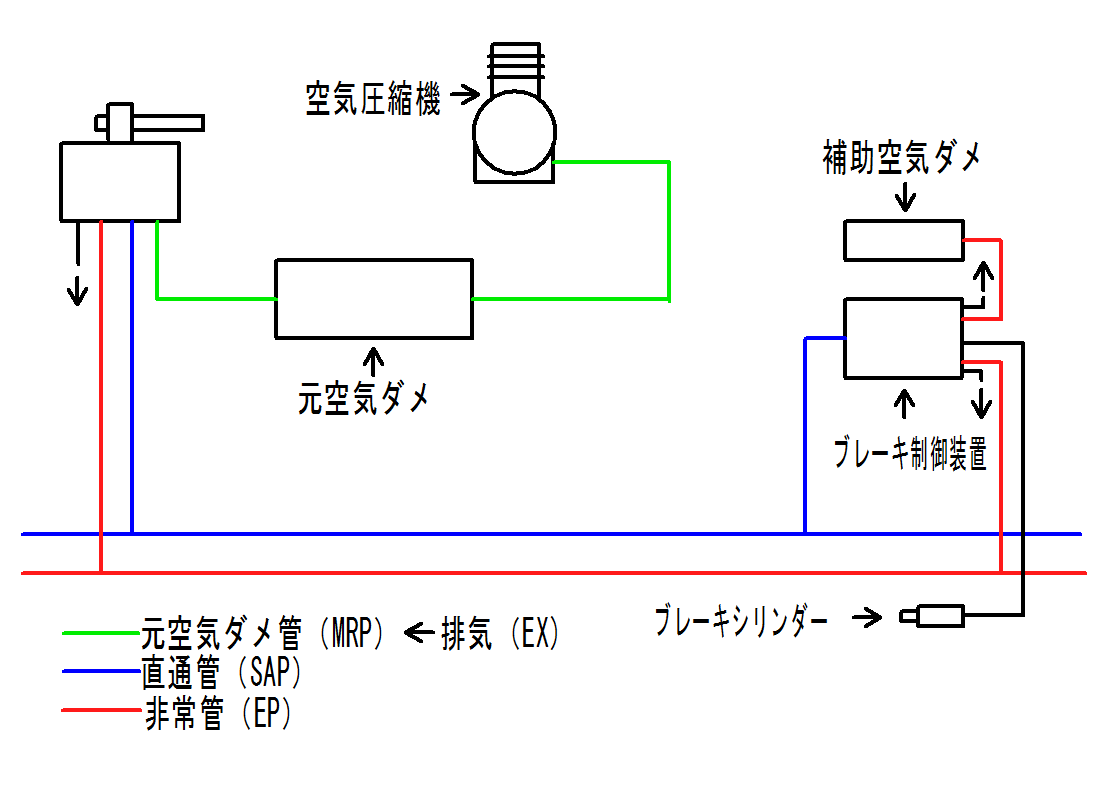
SMEブレーキのモデル図

SMブレーキで問題となった、列車分離事故発生時等の対策として、非常用の自動空気ブレーキ機構（非常弁）とその指令に用いる非常管 (Emergency Pipe: EP) を併設したSME（Straight air brake / Motor car / Emergency valve: 電車用非常弁付き直通空気ブレーキ。モーター無しのトレーラー用はSTEもしくはSCE）がウェスティングハウスの興したアメリカ・ウェスティングハウス・エアブレーキ社の手によって開発され、2 - 3両程度の短編成用として普及した。
このSMEは原型となったSMと同様の直通ブレーキ機構を備えるが、こちらでは供給溜めに相当する空気タンクが元空気溜め (Main Reservoir: MR）と呼ばれ、これに伴い空気溜め管も元空気溜め管 (Main Reservoir Pipe: MRP) と呼ばれている。これは、非常ブレーキ部に補助空気溜めと呼ばれる非常ブレーキの動力源を供給する空気タンクが存在し、システム上これと区別する必要があるためである。非常弁には普段は490 kPaの圧力がかかっており、緊急時だけではなく、非常管のホースが破裂したときも非常ブレーキが作動する。非常ブレーキは自動空気ブレーキと同様に補助空気溜めの空気を抜くことで作動させるため、安全性が向上している。ブレーキの加減圧は従来のSM制動と異なり、加減圧の速度が常に定められている。ポジションは基本的に「減圧（ブレーキ力を緩める）」、「重なり（ブレーキ力を保つ）」、「常用（直通ブレーキを加圧する）」、「非常（非常弁の圧力を抜く）」と4カ所である。
機構的には、M-18-Aブレーキ制御弁と、D-1非常弁のペアで構成され、いずれも後には新型に置き換えられた。
SMEは日本の鉄道においては、主として路面電車から発達した都市間高速電車や、地方の中小私鉄に広く普及したが、連結両数の増加につれて自動空気ブレーキや電磁直通ブレーキへの移行が進み、現在では一部の連結運転を行う路面電車などに見られる程度となっている。
なお、ゼネラル・エレクトリック社もこのSMEと同様の機能を備えた、S-E1あるいはS-E5ブレーキ制御弁とE-H8非常弁の組み合わせによる非常直通ブレーキを開発・実用化しており、日本では大阪電気軌道など、同社製電装品を採用した初期の都市間高速電気鉄道において採用された実績がある。

## 直通ブレーキの復権
SMEは4両編成以上では後部車の動作について、極端なタイムラグや効きの悪さから実用にならない、という欠点があり、一時は路面電車などの小編成の列車を除いてほとんど使用されなくなっていた。しかし、1920年代にアメリカで電磁同期弁による長大編成に適した制御方法が開発・実用化されると、取扱の簡便さから見直されるようになり、SMEE・HSC電磁直通ブレーキとして再生した。もっとも、これらの電磁直通ブレーキシステムの場合、依然として編成分断時などのフェイルセーフ性に欠けるという、直通ブレーキの欠点は残るため、通常はSME同様に自動空気ブレーキ相当の機能を併設する。
さらに1960年代後半には、日本で開発された電気指令式ブレーキにも応用されたため、制御システムこそ大幅に変化したが、直通空気ブレーキシステムそのものは現在もなお世界に幅広く普及し、列車の安全確保に重要な役割を果たし続けている。
現在、SMEは電磁弁制御を付加することで応答性を向上させ、長編成でも使用が可能になった。このため小田急箱根や高松琴平電気鉄道では電磁SMEと呼ばれる、SMEEの特徴であるセルフラップ弁を通常の三方弁に置き換えた構成のブレーキを使用している。